# Кемниц
Кемниц (на немски: Chemnitz; на горнолужишки: Kamjenica; на чешки: Saská Kamenice; на полски: Kamienica Saska; от 1953 до 1990 г. – Карлмарксщат) е град в Саксония, Германия.
От 10 май 1953 г. до 1 юни 1990 г. градът се казва Карлмарксщат (Karl-Marx-Stadt). Старото му име Кемниц е върнато след обединението на Германия.
Площта на Кемниц е 220,84 km², населението – 248 563 жители към 31 декември 2022 год., а гъстотата на населението – 1101 д/km². По брой на населението се нарежда на трето място в провинция Саксония след Дрезден и Лайпциг.

## Промишленост
В миналото в града е работил машиностроителният завод Sächsische Maschinenfabrik, който е произвеждал различни серии парни локомотиви, в частност, локомотива XII H2, както и автомобилният завод VEB Barkas-Werke, произвеждал микробуси и пикапи от модела Barkas B1000, а също и лекотоварни камиони на тяхна основа.
Понастоящем в града има редица индустриални предприятия, занимаващи се с металообработка, производство на системи за автоматизация и др. Най-голям сред тях е заводът за автомобилни двигатели на компанията Volkswagen, в който през 2013 г. са работили над 1500 души.

## Снимки
- Кметството на Кемниц
- Галериа Кауфхоф в Кемниц
- Панелни жилищни блокове в Кемниц

## Известни личности
Родени в Кемниц
- Симоне Ланг (р. 1971), фигуристка
- Ирмтрауд Моргнер (1933 – 1990), писателка
- Кристиан Готлоб Нефе (1748 – 1798), композитор
- Фрай Ото (1925 – 2015), архитект
- Фриц Риман (1902 – 1979), психолог
- Франк Рост (р. 1973), футболист
- Ралф Ферман (р. 1988), футболист
- Йоханес Фриснер (1892 – 1971), генерал
- Щефан Хайм (1913 – 2001), писател
- Щефан Хермлин (1915 – 1997), писател
- Петер Хертлинг (1933 – 2017), писател
- Ролф Шнайдер (р. 1932), писател

Починали в Кемниц
- Георг Агрикола (1494 – 1555), лекар